# Lhotka u Radnic

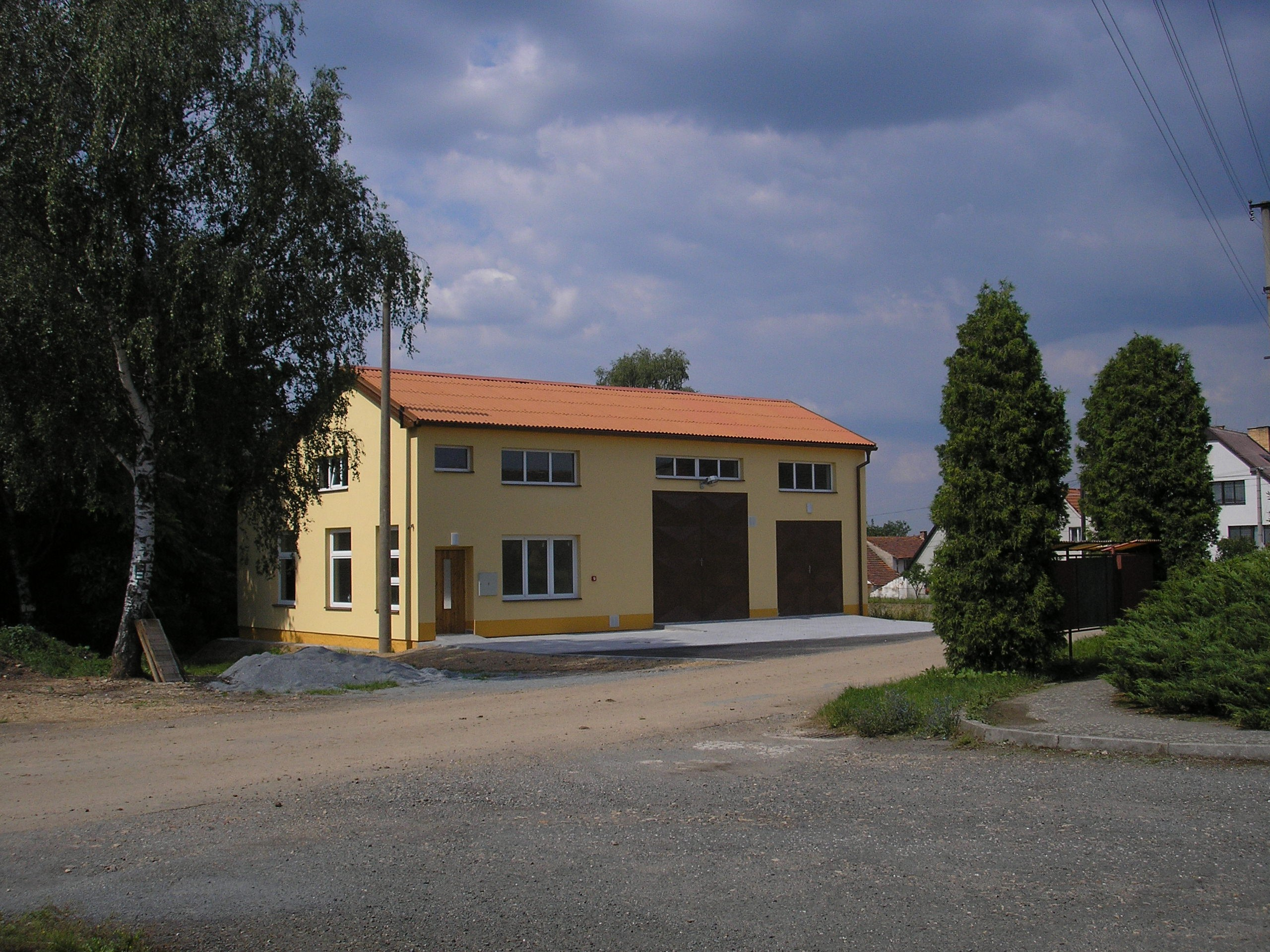
Feuerwehrhaus in Lhotka

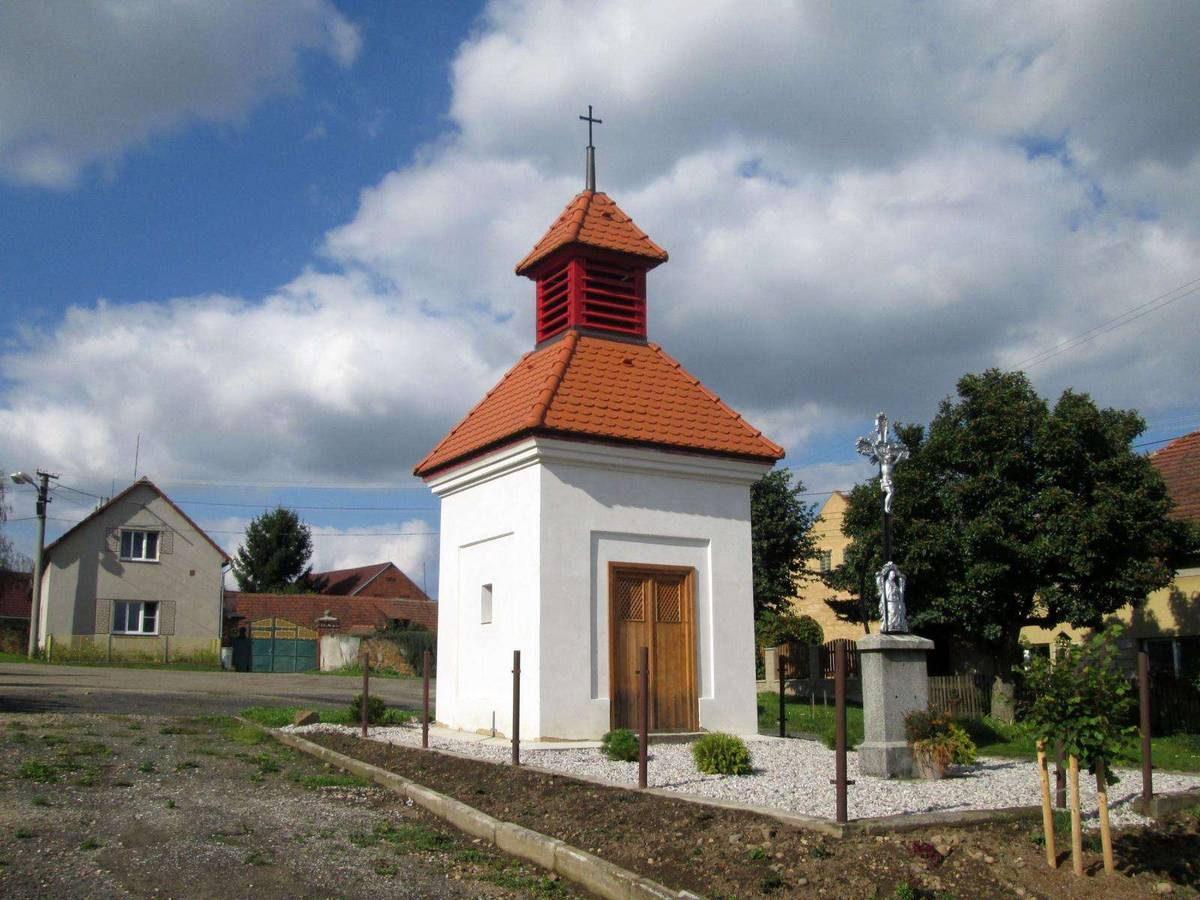
Kapelle in Lhotka

Lhotka u Radnic, bis 1972 Lhotka, ist eine Gemeinde mit 78 Einwohnern (Stand: 1. Januar 2023) in Tschechien. Sie liegt fünf Kilometer nördlich von Radnice und gehört zum Okres Rokycany. Die Katasterfläche beträgt 380 ha.

## Geographie
Der Rundling Lhotka u Radnic befindet sich in 397 m n.m. auf einer Hochfläche zwischen den Tälern der Berounka und ihres Zuflusses Radnický potok (Radnitzer Bach), dessen Tal östlich von Lhotka verläuft. Nordwestlich von Lhotka liegt über dem Berounkatal die Ruine der Burg Libštejn. Westlich des Dorfes verläuft die Staatsstraße II/232 zwischen Kozojedy und Břasy.
Nachbarorte sind Chockov und Nový Mlýn im Norden, Svinná im Osten, Kamenec und Němčovice im Süden, Olešná im Südwesten, Žikov und Pod Žikovem im Westen, sowie Zavadilka, Nová Bašta und Robčice im Nordwesten.

## Geschichte
Die erste schriftliche Erwähnung von Lhotka stammt aus dem Jahre 1362. Das Dorf war Teil des Gutes Swinna und gelangte mit diesem zur Herrschaft Liebstein. Zu den Besitzern der Herrschaft gehörte u. a. Wenzel Griespek von Griespach, dessen Güter nach der Schlacht am Weißen Berg 1620 konfisziert wurden. 1638 verkaufte die Böhmische Kammer die Herrschaft an Benjamin Fruhwein. Zu Beginn des 18. Jahrhunderts gehörte sie den Grafen von Stampach, danach dem Grafen Pius Montecuccoli, der sie 1725 an Alexander von Ledebour veräußerte. Im Jahre 1785 bestand Lhotka aus 13 Häusern. 1801 ging die Herrschaft Liblin durch Erbschaft an die Grafen von Wurmbrand-Stuppach über.
Im Jahre 1838 bestand das im Pilsner Kreis gelegene Dorf Lhotka aus 18 Häusern mit 136 tschechischsprachigen Einwohnern.
Im Ort gab es ein Wirtshaus und eine Ziegelei. Abseits – am Radnitzer Bach – lag eine Mühle. Pfarr- und Schulort war Radnitz. Bis zur Mitte des 19. Jahrhunderts blieb Lhotka der Allodialherrschaft Liblin untertänig.
Nach der Aufhebung der Patrimonialherrschaften bildete Lhotka ab 1850 mit dem Ortsteil Chockov eine Gemeinde im Gerichtsbezirk Kralowitz. 1868 wurde Lhotka dem Bezirk Kralowitz zugeordnet. Im Jahre 1869 bestand das Dorf aus 19 Häusern und hatte 159 Einwohner.  Im Jahre 1900 hatte Lhotka 132 Einwohner, 1910 waren es 135.
Nach dem Ersten Weltkrieg zerfiel der Vielvölkerstaat Österreich-Ungarn, Lhotka wurde 1918 Teil der neu gebildeten Tschechoslowakischen Republik. Beim Zensus von 1921 lebten in den 21 Häusern des Dorfes 135 Personen, davon 134 Tschechen. Chockov löste sich in den 1920er los und bildete eine eigene Gemeinde. 1930 lebten in den 21 Häusern von Lhotka 130 Personen. Zwischen 1939 und 1945 gehörte Lhotka zum Protektorat Böhmen und Mähren. Nach dem Ende des Zweiten Weltkrieges kam Lhotka zur wiedererrichteten Tschechoslowakei zurück. 1949 wurde das Dorf in den Okres Rokycany überwiesen. 1950 lebten in den 22 Häusern von Lhotka 89 Personen. 1960 wurden Bujesily und Chockov eingemeindet. Bujesily wurde am 1. Juli 1970 wieder eigenständig. Zum 1. Januar 1973 erfolgte zur Unterscheidung von einem im gleichen Bezirk gelegenen weiteren Dorf Lhotka die Umbenennung in Lhotka u Radnic. Am 1. April 1980 wurde Lhotka u Radnic nach Radnice eingemeindet. Seit dem 24. November 1990 besteht die Gemeinde wieder. Beim Zensus von 1991 lebten in den 26 Häusern von Lhotka u Radnic 69 Personen. 2011 bestand die Gemeinde aus 38 Wohnhäusern und hatte 67 Einwohner, davon 60 in Lhotka u Radnic (26 Häuser) und 7 in Chockov (12 Häuser).

## Gemeindegliederung
Die Gemeinde Lhotka u Radnic besteht aus den Ortsteilen Chockov (Kotzkow) und Lhotka u Radnic (Lhotka). Zu Lhotka u Radnic gehören außerdem die Einschichten Čechurův Mlýn, Obora und Zavadilka.
Das Gemeindegebiet gliedert sich in die Katastralbezirke Chockov (115 ha) und Lhotka u Radnic (265 ha).

## Sehenswürdigkeiten
- Burg Libštejn
- Kapelle in Lhotka
- Gusseisernes Kreuz auf dem Dorfplatz von Lhotka
- Kapelle in Chockov
- Steinernes Kreuz auf dem Dorfplatz von Chockov